# Touit dilectissimus
Il pappagallino fronteblu (Touit dilectissimus Sclater e Salvin, 1871) è un uccello della famiglia degli Psittacidi.

## Descrizione
Caratterizzato da un evidente bordo alare rosso, con piumaggio generale verde e taglia attorno ai 17 cm, è molto simile al pappagallino fronterossa, dal quale si differenzia per l'assenza del rosso frontale e per una maggiore presenza di blu attorno all'occhio e sul capo (blu che nella femmina diventa bruno, mentre nell'immaturo è verde senza segni rossi).

## Distribuzione e habitat
Vive a Panama, in Colombia, in Ecuador, e in Venezuela, nelle foreste fino ai 1600 metri di quota.